# Herson Capri
Herson Capri Freire, bardziej znany jako Herson Capri (ur. 8 listopada 1951 r. w Ponta Grossa w stanie Paraná) – brazylijski aktor telewizyjny, filmowy i teatralny, reżyser i producent filmowy.

## Życiorys

### Kariera
Zaczął swoją karierę teatralną w czasie nauki na wydziale ekonomii w Pontifícia Universidade Católica de São Paulo (PUC) w São Paulo. Od 1984 r. występował w telewizyjnych produkcjach Rede Globo.

### Życie prywatne
Z nieformalnego związku z Márcią ma córkę Laurę (ur. 1976). Ze związku z aktorką Malu Rochą ma syna Pedro (ur. 1979). Ożenił się z lekarką Susaną Garcią. Mają troje dzieci: syna Lucasa (ur. 1998) i dwie córki: Luizę (ur. 2001) i Sofię (ur. 4 listopada 2014 w Rio de Janeiro). W 1999 r. u Capriego wykryto raka płuc. Capri to zwolennik Coritiba FBC.

## Wybrana filmografia

### filmy fabularne
- 1979: Niemoralna noc (A Noite dos Imorais)
- 1979: Emeralda łowca (O Caçador de Esmeraldas) jako Garcia Paes
- 1980: Ariella jako Alfonso
- 1985: Pocałunek kobiety pająka (Kiss of the Spider Woman) jako Werner, kochanek Leni
- 1990: Szkarłatny skorpion (O Escorpião Escarlate) jako Álvaro Aguiar/Anjo
- 1991: Manobra Radical
- 1996: Guarani (O Guarani)
- 1998: Zniekształcone obrazy (Imagens Distorcidas)
- 1999: Dzień Łowiectwa (O Dia da Caça) jako Saldanha
- 2000: Nie wiedziałem Tururu (Eu Não Conhecia Tururu)
- 2001: Podziel się (A Partilha) jako
- 2003: Cena pokoju (O Preço da Paz) jako Baron do Serro Azul
- 2005: Quanto Vale ou É por Quilo?
- 2010: Matki Chico Xaviera (As Mães de Chico Xavier) jako Mário
- 2011 Nie przejmuj się, nie dawaj jednego! (Não se Preocupe, nada Vai Dar Certo!) jako Rodolfo Magalhães
- 2013: Moja matka jest częścią (Minha Mãe é uma Peça) jako Carlos Alberto